# 범함수
수학에서 범함수(functional)는 함수들의 집합을 정의역으로 갖는 함수이다. 선형범함수와는 유사하지만 약간 다른 개념이다. (모든 선형범함수가 범함수는 아니다.)

## 의미
변분법 등에서 특정한 적분값을 최소화하려 할 때 이 범함수의 개념이 필요하다. 적절한 경계 조건과 미분가능성 조건을 만족시키는 함수들 각각에 대해 그 적분값을 계산하는 것이기 때문이다. 여기에 관련해 약간 더 넓은 의미의 개념에 대해서는 작용소 문서를 참고할 것.

## 같이 보기
- 분포